# L'Écharde
L'Écharde est une pièce de théâtre de Françoise Sagan, créée sur la scène du Théâtre du Gymnase en 1966 (au même programme que Le Cheval évanoui).

## Théâtre du Gymnase
- Mise en scène : Jacques Charon
- Décors : Pierre Simonini
- Personnages et interprètes :
  - Elisabeth : Louisa Colpeyn
  - Yvan : Michel Bedetti
  - Lucien : Dominique Boistel